# Liste des chorals de Jean-Sébastien Bach
La liste des chorals de Jean-Sébastien Bach ci-dessous suit un classement alphabétique des titres des chorals. Elle ne contient que les chorals harmonisés à quatre voix. Sont donc notamment exclus les chorals pour orgue. Parfois, deux chorals ont le même incipit, seule la tonalité peut changer : le BWV 347 est par exemple en la majeur et le BWV 348 est en si bémol majeur.

## Liste
| No BWV   | Incipit                                                 | Traduction                                          | Texte                                     | Mélodie                                |
| -------- | ------------------------------------------------------- | --------------------------------------------------- | ----------------------------------------- | -------------------------------------- |
| BWV 253  | Ach bleib' bei uns, Herr Jesu Christ                    | Oh reste avec nous, Seigneur Jésus-Christ           | Nikolaus Selneccer, 1579                  | Sethus Calvisius, 1594                 |
| BWV 254  | Ach Gott, erhör' mein Seufzen und Wehklagen             | Oh Dieu, écoute mon soupir et mon gémissement       | Jacob Peter Schechs, 1648                 | ?, 1662                                |
| BWV 255  | Ach Gott und Herr, wie gross und schwer                 | Oh Dieu et Seigneur, combien grand et lourd         | Martin Rutilius, 1604                     | ?, 1625                                |
| BWV 256  | Ach lieben Christen, seid getrost                       | Ah, chers chrétiens, soyez confiants                | Johannes Gigas, 1561                      | Joseph Klug,1535                       |
| BWV 259  | Ach, was soll ich Sünder machen?                        | Ah, que dois-je faire pécheurs ?                    | Johann Flitner, 1661                      | Johann Flitner, 1661                   |
| BWV 260  | Allein Gott in der Höh' sei Ehr'                        | Gloire à Dieu au plus haut des cieux                | Nikolaus Decius, 1526                     | Valentin Shumann, 1539                 |
| BWV 261  | Allein zu dir, Herr Jesu Christ                         | Seulement à toi, Seigneur Jésus-Christ              | Konrad Hubert, 1540                       | Valentin Bast, 1545                    |
| BWV 262  | Alle Menschen müssen sterben                            | Tous les hommes doivent mourir                      | Johann Georg Albini, 1652                 | Jakob Hintze, 1678                     |
| BWV 263  | Alles ist an Gottes Segen                               | Tout est dans la bénédiction de Dieu                | ?, 1676                                   | Johann Balthasar König, 1738           |
| BWV 264  | Als der gütige Gott                                     | Comme le Dieu bienveillant                          | Michael Weisse, 1531                      | Michael Weisse, 1531                   |
| BWV 265  | Als Jesus Christus in der Nacht                         | Quand Jésus-Christ dans la nuit                     | Johann Heermann, 1636                     | Johann Crüger, 1649                    |
| BWV 266  | Als vierzig Tag' nach Ostern war                        | Quarante jours après Pâques                         | Nikolaus Herman, 1560                     | Nikolaus Herman, 1560                  |
| BWV 267  | An Wasserflüssen Babylon                                | Au bord des fleuves de Babylone                     | Wolfgang Dachstein, 1525                  | Wolfgang Dachstein, 1525               |
| BWV 268  | Aus meines Herzens Grunde                               | Haut, haut, mon cœur, et vous ma tête               | Martin Opitz, 1624                        | Stenger, 1663                          |
| BWV 269  | Aus meines Herzens Grunde                               | Du fond de mon cœur                                 | ?, 1592                                   | David Wolder, 1598                     |
| BWV 270  | Befiehl du deine Wege                                   | Engagez-vous sur la voie                            | Paul Gerhardt, 1653                       | Bartholomäus Gesius, 1603              |
| BWV 271  | Befiehl du deine Wege                                   | Engagez-vous sur la voie                            | Paul Gerhardt, 1653                       | Bartholomäus Gesius, 1603              |
| BWV 272  | Befiehl du deine Wege                                   | Engagez-vous sur la voie                            | Paul Gerhardt, 1653                       | Bartholomäus Gesius, 1603              |
| BWV 273  | Christ, der du bist der helle Tag                       | Christ, vous qui êtes le jour lumineux              | Erasmus Alberus, 1556                     | Gesangbuch der Böhmischen Brüder, 1566 |
| BWV 274  | Christe, der du bist Tag und Licht                      | Christ, qui est la lumière du jour                  | Wolfgang Musculus, 1526                   | Joseph Klug, 1535                      |
| BWV 275  | Christe, du Beistand deiner Kreuzgemeine                | Christ, toi qui soutiens ta communauté croisée      | Matthaüs Apelles von Löwenstern, 1644     | Matthaüs Apelles von Löwenstern, 1644  |
| BWV 276  | Christ ist erstanden                                    | Jésus-Christ est ressuscité                         | Johann Walter, ?                          | Joseph Klug, 1535                      |
| BWV 277  | Christ lag in Todes banden                              | Christ gisait dans les liens de la mort             | Martin Luther, 1524                       | Johann Walter, 1524                    |
| BWV 278  | Christ lag in Todes banden                              | Christ gisait dans les liens de la mort             | Martin Luther, 1524                       | Johann Walter, 1524                    |
| BWV 279  | Christ lag in Todes banden                              | Christ gisait dans les liens de la mort             | Martin Luther, 1524                       | Johann Walter, 1524                    |
| BWV 280  | Christ, unser Herr, zum Jordan kam                      | Christ, notre Seigneur est venu au Jourdain         | Martin Luther, 1524                       | Johann Walter, 1524                    |
| BWV 281  | Christus, der ist mein Leben                            | Christ, qui est ma vie                              | Melchior Vulpius, 1609                    | Melchior Vulpius, 1609                 |
| BWV 282  | Christus, der ist mein Leben                            | Christ, qui est ma vie                              | Melchior Vulpius, 1609                    | Melchior Vulpius, 1609                 |
| BWV 283  | Christus, der uns selig macht                           | Christ, qui nous rend bienheureux                   | Michael Weisse, 1531                      | Michael Weisse, 1531                   |
| BWV 284  | Christus ist erstanden                                  | Le Christ est ressuscité                            | Michael Weisse, 1531                      | Michael Weisse, 1531                   |
| BWV 285  | Da der Herr Christ zu Tische sass                       | Puisque le Seigneur Christ était assis à la table   | Nikolaus Herman, 1531                     | Görlitzer Gesangbuch, 1611             |
| BWV 1089 | Da Jesus an dem Kreutze stund                           | Alors Jésus se tenait sur la Croix                  |                                           |                                        |
| BWV 286  | Danket dem Herren, denn er ist sehr freundlich          | Rendez grâce au Seigneur, car il est très amical    | Johann Kaspar Horn, 1544                  | Ludwig Senfl, 1534                     |
| BWV 287  | Dank sei Gott in der Höhe                               | Merci à Dieu au plus haut                           | Johann Mühlmann, 1618                     | Bartholomäus Gesius, 1605              |
| BWV 288  | Das alte Jahr vergangen ist                             | La vieille année s'est écoulée                      | Johann Steuerlein ?, 1588                 | Johann Steuerlein, 1588                |
| BWV 289  | Das alte Jahr vergangen ist                             | La vieille année s'est écoulée                      | Johann Steuerlein ?, 1588                 | Johann Steuerlein, 1588                |
| BWV 290  | Das walt' Gott Vater und Gott Sohn                      | Dieu le Père et Dieu le Fils                        | Martin Behm, 1608                         | Daniel Vetter, 1713                    |
| BWV 291  | Das walt' mein Gott, Gott Vater Sohn und Heil'ger Geist | Ceci est mon Dieu, Dieu Père Fils et Saint Esprit   | Basilius Frötsch ?, 1613                  | Gottfried Vopelius, 1682               |
| BWV 292  | Den Vater dort oben                                     | Le Père là-haut                                     | Michael Weisse, 1531                      | Michael Weisse, 1531                   |
| BWV 293  | Der du bist drei in Einigkeit                           | Lumière, Sainte Trinité                             | Martin Luther, 1543                       | Johann Hermann Schein, 1627            |
| BWV 294  | Der Tag, der ist so freudenreich                        | Ce jour de joie est merveilleux                     | ?, ?                                      | Joseph Klug, 1535                      |
| BWV 295  | Des Heil'gen Geistes reiche Gnad'                       | La grâce abondante du Saint-Esprit                  | ?, ?                                      | Johann Hermann Schein, 1627            |
| BWV 296  | Die Nacht ist kommen, drin wir ruhen sollen             | La nuit est venue, il faudra nous reposer           | Petrus Herbert, 1566                      | Gesangbuch der Böhmischen Brüder, 1566 |
| BWV 297  | Die Sonn' hat sich mit ihrem Glanz gewendet             | Le dimanche 'est venu avec son éclat                | Josua Stegmann, 1630                      | Psautier de Genève, 1542               |
| BWV 298  | Dies sind die heil'gen zehn Gebot'                      | Ce sont les saints Dix Commandements                | Martin Luther, 1524                       | Erfurter Enchiridion, 1524             |
| BWV 299  | Dir, dir, Jehova, will ich singen                       | Vous, vous, Seigneur, je chante                     | Bartholomäus Crasselius, 1697             | Jean-Sébastien Bach, 1725 ?            |
| BWV 300  | Du grosser Schmerzensmann                               | (Vous êtes grand homme de douleur                   | Adam Thebesius (mort en 1652)             | Martin Janus, 1663                     |
| BWV 301  | Du, o schönes Weltgebäude                               | Vous, ô bel œuvre du monde                          | Johann Franck, 1653                       | Johann Crüger, 1649                    |
| BWV 302  | Ein' feste Burg ist unser Gott                          | Notre Dieu est une solide forteresse                | Martin Luther, 1529                       | Martin Luther, 1529                    |
| BWV 303  | Ein' feste Burg ist unser Gott                          | Notre Dieu est une solide forteresse                | Martin Luther, 1529                       | Martin Luther, 1529                    |
| BWV 304  | Eins ist Not, ach Herr, dies Eine                       | On n'est pas, ô Seigneur, cette chose               | Johann Heinrich Schröder, 1697            | Joachim Neander, 1680                  |
| BWV 305  | Erbarm' dich mein, o Herre Gott                         | Aie pitié de moi, Seigneur, Dieu                    | Erhart Hegenwalt, 1524                    | Johann Walter, 1524                    |
| BWV 306  | Erstanden ist der heil'ge Christ                        | Le saint Christ est ressuscité                      | ?, ?                                      | Valentin Triller, 1555                 |
| BWV 307  | Es ist gewisslich an der Zeit                           | Il est très certainement à l'heure                  | Bartholomäus Ringwald, 1582               | Joseph Klug, 1535                      |
| BWV 308  | Es spricht der Unweisen Mund wohl                       | Il parle bien stupidement                           | Martin Luther, 1524                       | Johann Walter, 1524                    |
| BWV 309  | Es steh'n vor Gottes Throne                             | Il se tient debout devant le Trône de Dieu          | Ludwig Helmbold, 1585                     | Jochim a Burck, 1594                   |
| BWV 310  | Es wird schier des letzte Tag herkommen                 | Il est apparemment venu à la dernière journée       | Michaël Weisse, 1531                      | Michaël Weisse, 1531                   |
| BWV 311  | Es woll' uns Gott genädig sein                          | Que Dieu soit miséricordieux envers nous            | Martin Luther, 1524                       | ?, 1525                                |
| BWV 312  | Es woll' uns Gott genädig sein                          | Que Dieu soit miséricordieux envers nous            | Martin Luther, 1524                       | ?, 1525                                |
| BWV 327  | Für deinen Thron tret' ich hiermit                      | Je m'avance vers ton trône                          | Bodo von Hodenberg, 1648                  | Psautier de Genève, 1551               |
| BWV 313  | Für Freuden lasst uns springen                          | Sautons de joie                                     | ?, ?                                      | Caspar Peltsch, 1648                   |
| BWV 314  | Gelobet seist du, Jesu Christ                           | Béni sois-tu, Jésus-Christ                          | Martin Luther, 1524                       | Johann Walter, 1524                    |
| BWV 315  | Gib dich zufrieden und sei stille                       | Ne pas pleurer, et se taire                         | Paul Gerhardt, 1666                       | Jean-Sébastien Bach, 1725              |
| BWV 316  | Gott, der du selber bist das Licht                      | Dieu, tu es toi-même la lumière                     | Johann Rist, 1641                         | Johann Crüger, 1648                    |
| BWV 317  | Gott der Vater wohn' bei uns                            | Dieu le Père qui est avec nous                      | Martin Luther, 1524                       | Johann Walter, 1524                    |
| BWV 319  | Gott hat das Evangelium                                 | Dieu, l'Evangile                                    | Erasmus Alberus, 1548                     | Erasmus Alberus, 1548                  |
| BWV 320  | Gott lebet noch                                         | Dieu est toujours vivant                            | Johann Friedrich Zihn, 1692               | Freylinghausens Gesanghuch, 1714       |
| BWV 322  | Gott sei gelobet                                        | Dieu soit loué                                      | Martin Luther, 1524                       | Johann Walter, 1524                    |
| BWV 323  | Gott sei uns gnädig und barmherzig                      | Que Dieu soit miséricordieux et compatissant        | de la Genèse                              | Joseph Klug, 1535                      |
| BWV 318  | Gottes Sohn ist kommen                                  | Le Fils de Dieu est venu                            | Johann Kaspar Horn, 1544                  | Michaël Weisse, 1531                   |
| BWV 321  | Gottlob, es geht nunmehr zu Ende                        | Dieu merci, c'est maintenant la fin                 | Christian Weisse, 1524                    | Jean-Sébastien Bach (probablement)     |
| BWV 325  | Heilig, heilig, heilig                                  | Saint, saint, saint                                 | Isaïe 6, 3 et Matthieu 21, 9              | Choralbuch de Steinau, 1524            |
| BWV 326  | Herr Gott, dich loben alle wir                          | Seigneur Dieu, nous te louons tous                  | Paul Eber, 1554 ?                         | Psautier de Genève, 1551               |
| BWV 328  | Herr Gott, dich loben wir                               | Seigneur Dieu, nous te louons                       | ?, ?                                      | Joseph Klug, 1535                      |
| BWV 329  | Herr, ich denk' an jene Zeit                            | Seigneur, je pense à ce moment                      | Georg Mylius, 1650                        | Gesangbuch der Böhmischen Brüder, 1566 |
| BWV 330  | Herr, ich habe missgehandelt                            | Seigneur, j'ai mal fait                             | Johann Franck, 1653                       | Johann Crüger, 1649                    |
| BWV 331  | Herr, ich habe missgehandelt                            | Seigneur, j'ai mal fait                             | Johann Franck, 1653                       | Johann Crüger, 1649                    |
| BWV 332  | Herr Jesu Christ, dich zu uns wend'                     | Seigneur Jésus, reviens vers nous                   | Wilhelm II de Saxe-Weimar, 1651           | Pensum sacrum, 1648                    |
| BWV 333  | Herr Jesu Christ, du hast bereit't                      | Seigneur Jésus, vous avez préparé                   | Samuel Kinner, 1644                       | Johann Gottfried Wagner, 1742          |
| BWV 334  | Herr Jesu Christ, du höchstes Gut                       | Seigneur Jésus-Christ, toi, bien suprême            | Bartholomäus Ringwald, 1588               | Dresdener Gesangbuch, 1593             |
| BWV 335  | Herr Jesu Christ, mein's Lebens Licht                   | Seigneur Jésus-Christ, lumière de ma vie            | Martin Behm, 1610                         | Sethus Calvisius, 1594                 |
| BWV 336  | Herr Jesu Christ, wahr' Mensch und Gott                 | Seigneur Jésus-Christ, vrai homme et vrai Dieu      | Paul Eber, 1562                           | Psautier de Genève, 1555               |
| BWV 337  | Herr, nun lass in Friede                                | Maintenant, Seigneur, nous allons en paix           | David Behme, avant 1657                   | Gesangbuch der Böhmischen Brüder, 1566 |
| BWV 338  | Herr, straf' mich nicht in deinem Zorn                  | Seigneur, ne me punis pas dans ta colère            | ?, 1640                                   | Johann Crüger, 1640                    |
| BWV 339  | Herr, wie du willt, so schick's mit mir                 | Seigneur, selon ta volonté, dispose de moi          | Kaspar Bienemann, 1582                    | Strassburger Kirchenamt, 1525          |
| BWV 340  | Herzlich lieb hab' ich dich, o Herr                     | De tout mon cœur je t'aime, ô Seigneur              | Martin Schalling, 1571                    | Paschalis Reinigius, 1587              |
| BWV 341  | Heut' ist, o Mensch, ein grosser Trauertag              | Aujourd'hui, ô Seigneur, est un grand deuil         | Matthaüs Apelles von Löwenstern, 1644     | Matthaüs Apelles von Löwenstern, 1644  |
| BWV 342  | Heut' triumphieret Gottes Sohn                          | Aujourd'hui, le fils de Dieu triomphe               | Basilius Förtsch, 1601                    | Bartholomäus Gesius, 1601              |
| BWV 343  | Hilf, Gott, lass mir's gelinge                          | Aide-moi Seigneur à atteindre                       | Heinrich Müller von Züpphen,avant 1531    | Jean-Sébastien Bach                    |
| BWV 344  | Hilf, Herr Jesu, lass gelingen                          | Aide-moi, Seigneur Jésus, fais que je réussisse     | Johann Rist, 1642                         | Johann Schop, 1642                     |
| BWV 345  | Ich bin ja, Herr, in deiner Macht                       | Je suis, Seigneur, en ton pouvoir                   | Simon Dach, 1648                          | Jean-Sébastien Bach ?                  |
| BWV 346  | Ich dank' dir Gott fur all' Wohltat                     | Je vous remercie Seigneur pour votre bénédiction    | Johann Freder, 1552                       | Cyriacus Spangenberg, 1568             |
| BWV 347  | Ich dank' dir, lieber Herre                             | Je vous remercie, Seigneur bien-aimé                | Johann Kolrose, 1535                      | Johann Kaspar Horn, 1544               |
| BWV 348  | Ich dank' dir, lieber Herre                             | Je vous remercie, Seigneur bien-aimé                | Johann Kolrose, 1535                      | Johann Kaspar Horn, 1544               |
| BWV 349  | Ich dank' dir schon durch seinen Sohn                   | Je vous remercie par l'intermédiaire de son fils    | Zacharias Berwaldt, 1582                  | Michael Praetorius, 1610               |
| BWV 350  | Ich danke dir, o Gott, in deinem Throne                 | Je te remercie, ô Dieu, sur ton trône               | Johann Crüger, 1640                       | Psautier de Genève, 1555               |
| BWV 351  | Ich hab' mein Sach' Gott heimgestellt                   | J'ai laissé mes affaires à Dieu                     | Johann Leon, 1589                         | Casseler Gesangbuch, 1601              |
| BWV 352  | Jesu, der du meine Seele                                | Jésus, toi qui par ta mort amère                    | Johann Rist, 1641                         | Praxis piétatis, 1662                  |
| BWV 353  | Jesu, der du meine Seele                                | Jésus, toi qui par ta mort amère                    | Johann Rist, 1641                         | Praxis piétatis, 1662                  |
| BWV 354  | Jesu, der du meine Seele                                | Jésus, toi qui par ta mort amère                    | Johann Rist, 1641                         | Praxis piétatis, 1662                  |
| BWV 355  | Jesu, der du selbsten wohl                              | Jésus, qui toi-même                                 | Michael Bapzien, 1656                     | Kirchen und Hausmusik, 1668 ?          |
| BWV 356  | Jesu, du mein liebstes Leben                            | Jésus, tu es ma vie la plus chère                   | Johann Rist, 1642                         | Johann Schop, 1642                     |
| BWV 357  | Jesu, Jesu, du bist mein                                | Jésus, Jésus, tu es mon...                          | Meiningen Gesangbuch, 1697                | Jean-Sébastien Bach ?, 1736            |
| BWV 358  | Jesu, meine Freude                                      | Jésus, ma joie                                      | Johann Franck, 1650                       | Johann Crüger, 1653                    |
| BWV 359  | Jesu, meiner Seelen Wonne                               | Jésus, mon âme apaisée                              | Martin Jahn, 1671                         | Johann Schop, 1642                     |
| BWV 360  | Jesu, meiner Seelen Wonne                               | Jésus, mon âme apaisée                              | Martin Jahn, 1671                         | Johann Schop, 1642                     |
| BWV 361  | Jesu, meines Herzens Freud'                             | Jésus, la joie de mon cœur                          | Johann Flitner, 1661                      | Johann Flitner, 1661                   |
| BWV 362  | Jesu, nun sei gepreiset                                 | Jésus, sois maintenant loué                         | Johann Heermann, 1593                     | Wittenberger Gesangbuch, 1591          |
| BWV 363  | Jesus Christus, unser Heiland, der von uns              | Jésus-Christ, notre Sauveur, qui nous...            | Martin Luther, 1524                       | Erfurter Enchiridion, 1524             |
| BWV 364  | Jesus Christus, unser Heiland, der den Tod              | Jésus-Christ, notre Sauveur, la mort de la...       | Martin Luther, 1524                       | Joseph Klug, 1535                      |
| BWV 365  | Jesus, meine Zuversicht                                 | Jésus, ma confiance                                 | Luise Henriette de Brandebourg ?, 1653    | Johann Crüger, 1653                    |
| BWV 366  | Ihr Gestirn', ihr hohen Lüfte                           | Vous, étoiles, vous, ciels élevés                   | Johann Franck, 1655                       | Christoph Peter, 1655                  |
| BWV 367  | In allen meinen Taten                                   | Dans tous mes actes...                              | Paul Fleming, 1633                        | Johann Quirsfeld, 1679                 |
| BWV 368  | In dulci jubilo                                         | Dans la douce joie                                  | Henri Suso, vers 1328                     | Joseph Klug, 1535                      |
| BWV 369  | Keinen hat Gott verlassen                               | Aucun n'a laissé Dieu                               | Erfurter Gesangbuch, 1611                 | Johann Crüger, 1640                    |
| BWV 370  | Komm, Gott Schöpfer, heiliger Geist                     | Venez, Dieu Créateur, Saint-Esprit                  | Martin Luther, 1524                       | Joseph Klug, 1539                      |
| BWV 371  | Kyrie! Gott Vater in Ewigkeit                           | Kyrie! Dieu le Père pour l'éternité                 | Wittenberger Gesangbuch, 1541             | ?, 1625                                |
| BWV 372  | Lass, o Herr, dein Ohr sich neigen                      | Soit, ô Seigneur, la douce oreille                  | Martin Opitz, 1637                        | Loÿs Bourgeois, 1547                   |
| BWV 373  | Liebster Jesu, wir sind hier                            | Cher Jésus, nous sommes ici                         | Tobias Clausnitzer, 1668                  | Darmstäder Gesangbuch, 1687            |
| BWV 374  | Lobet den Herren, denn er ist freundlich                | Louez le Seigneur, car il est bon                   | ?, 1579                                   | Antonio Scandello, 1568                |
| BWV 375  | Lobt Gott, ihr Christen, alle gleich                    | Louez Dieu, chrétiens tous ensemble                 | Nikolaus Herman, 1560                     | Nikolaus Herman, 1560                  |
| BWV 376  | Lobt Gott, ihr Christen, alle gleich                    | Louez Dieu, chrétiens tous ensemble                 | Nikolaus Herman, 1560                     | Nikolaus Herman, 1560                  |
| BWV 377  | Mach's mit mir, Gott, nach deiner Güt'                  | Fait-le avec moi, ô Dieu, selon ta bonté            | Johann Herman Schein, 1628                | Johann Herman Schein, 1628             |
| BWV 378  | Mein' Augen schliess' ich jetzt                         | Je ferme les yeux maintenant                        | Matthaüs Apelles von Löwenstern, 1644     | Matthaüs Apelles von Löwenstern, 1644  |
| BWV 379  | Meinen Jesum lass ich nicht                             | Je n'abandonne pas mon Jésus                        | Christian Keimann, 1658                   | Andreas Hammerschmidt, 1658            |
| BWV 380  | Meinen Jesum lass ich nicht                             | Je n'abandonne pas mon Jésus                        | Christian Keimann, 1658                   | Andreas Hammerschmidt, 1658            |
| BWV 324  | Meine Seele erhebet den Herrn                           | Mon âme exalte le Seigneur                          | Luc, 1, 46-55                             | Georg Rhau, 1535                       |
| BWV 381  | Meines Lebens letzte Zeit                               | Dans ma vie une dernière fois                       | ?, ?                                      | Psalmodia sacra, 1726                  |
| BWV 382  | Mit Fried' und Freud' ich fahr' dahin                   | Avec paix et joie j'y vais                          | Martin Luther, 1524                       | Johann Walter, 1524                    |
| BWV 383  | Mitten wir im Leben sind                                | Nous sommes au milieu de la vie                     | Martin Luther, 1524                       | Johann Walter, 1524                    |
| BWV 384  | Nicht so traurig, nicht so sehr                         | Pas si triste, pas tellement                        | Paul Gerhardt, 1649                       | Jean-Sébastien Bach ?                  |
| BWV 385  | Nun bitten wir den heiligen Geist                       | Nous prions donc le Saint-Esprit                    | Martin Luther, 1524                       | Johann Walter, 1524                    |
| BWV 386  | Nun danket alle Gott                                    | Maintenant remercions tous Dieu                     | Martin Rinckart, 1648                     | Johann Crüger, 1648                    |
| BWV 252  | Nun danket alle Gott                                    | Maintenant remercions tous Dieu                     | Martin Rinckart, 1648                     | Johann Crüger, 1648                    |
| BWV 387  | Nun freut euch, Gottes Kinder all                       | Maintenant, vous, tous les enfants de Dieu          | Erasmus Alberus, 1549                     | ?, 1546                                |
| BWV 388  | Nun freut euch, lieben Christen                         | Réjouissez-vous, chers chrétiens                    | Martin Luther, 1523                       | ?, 1524                                |
| BWV 389  | Nun lob', mein' Seel', den Herren                       | Maintenant, mon âme loue le Seigneur                | Johann Gramann, 1530                      | Johann Kugelmann, 1540                 |
| BWV 390  | Nun lob', mein' Seel', den Herren                       | Maintenant, mon âme loue le Seigneur                | Johann Gramann, 1530                      | Johann Kugelmann, 1540                 |
| BWV 391  | Nun preiset alle Gottes Barmherzigkeit                  | Maintenant, que Dieu nous accorde la Miséricorde    | Matthaüs Apelles von Löwenstern, 1644     | Matthaüs Apelles von Löwenstern, 1644  |
| BWV 392  | Nun ruhen alle Wälder                                   | Maintenant reposez dans les forêts                  | Paul Fleming, 1633                        | Georg Forster, 1539                    |
| BWV 396  | Nun sich der Tag geendet hat                            | Maintenant la journée a pris fin                    | Johann Friedrich Herzog, 1670             | Adam Krieger, 1667                     |
| BWV 397  | O Ewigkeit, du Donnerwort                               | Ô éternité, toi, parole foudroyante                 | Johann Rist, 1642                         | Johann Schop, 1642                     |
| BWV 398  | O Gott, du frommer Gott                                 | Ô Dieu, Dieu de piété                               | Caspar Ziegler, 1648                      | Ahasverus Fritsch, 1679                |
| BWV 399  | O Gott, du frommer Gott                                 | Ô Dieu, Dieu de piété                               | Johann Heermann, 1630                     | Meininger Gesangbuch, 1693             |
| BWV 400  | O Herzensangst, o Bangigkeit und Zagen                  | Ô angoisse, ô anxiété et tremblement                | Friedrich Gerhard Müller von Königberg, ? | Jean-Sébastien Bach ?                  |
| BWV 1084 | O hilf, Christe, Gottes Sohn                            | Ô aide-moi, Christ, Fils de Dieu                    | Michaël Weisse, 1534                      | Michaël Weisse, 1534                   |
| BWV 401  | O Lamm Gottes unschuldig                                | Ô innocent Agneau de Dieu                           | Nikolaus Decius, 1531                     | Nikolaus Decius, 1531                  |
| BWV 402  | O Mensch, bewein' dein' Sünde gross                     | Ô homme, repens-toi de ton grand péché              | Sebald Heyden, 1525                       | Psaumes de Strasbourg, 1526            |
| BWV 403  | O Mensch, schau Jesum Christum                          | Ô homme, regarde Jésus-Christ                       | J. Specht, ?                              | P. Titus, 1603                         |
| BWV 404  | O Traurigkeit, o Herzeleid                              | Ô Tristesse, ô chagrin                              | Johann Rist, 1641                         | Johann Rist, 1641                      |
| BWV 393  | O Welt, sieh' hier dein Leben                           | Ô monde, regardez votre vie ici                     | Paul Gerhardt, 1648                       | Georg Forster, 1539                    |
| BWV 394  | O Welt, sieh' hier dein Leben                           | Ô monde, regardez votre vie ici                     | Paul Gerhardt, 1648                       | Georg Forster, 1539                    |
| BWV 395  | O Welt, sieh' hier dein Leben                           | Ô monde, regardez votre vie ici                     | Paul Gerhardt, 1648                       | Georg Forster, 1539                    |
| BWV 405  | O wie selig seid ihr doch, ihr Frommen                  | Ô combien êtes-vous béni maintenant, vous les pieux | Simon Dach, 1639                          | Johann Crüger, 1649                    |
| BWV 406  | O wie selig seid ihr doch, ihr Frommen                  | Ô combien êtes-vous béni maintenant, vous les pieux | Simon Dach, 1639                          | Gesangbuch der Böhmischen Brüder,1566  |
| BWV 407  | O wir armen Sünder                                      | Ô nous, pauvres pécheurs                            | Hermann Bonn, 1542                        | Lucas Lossius, 1561                    |
| BWV 408  | Schaut, ihr Sünder!                                     | Regardez, pécheurs !                                | Matthaüs Apelles von Löwenstern, 1644     | Matthaüs Apelles von Löwenstern, 1644  |
| BWV 409  | Seelenbräutigam, Jesu, Gottes Lamm                      | Chère âme, Jésus, l'Agneau de Dieu                  | Adam Drese, 1697                          | Darmstädter Gesangbuch,1698            |
| BWV 410  | Sei gegrüsset, Jesu                                     | Je vous salue, Jésus                                | Christian Keimann, 1662                   | Gottfried Vopelius, 1682               |
| BWV 251  | Sei Lob' und Ehr' dem höchsten Gut                      | Louange et honneur au Bien suprême                  | Johann Jacob Schütz, 1675                 | ?, 1524                                |
| BWV 411  | Singt dem Herrn ein neues Lied Singet                   | Chantez pour le Seigneur un chant nouveau Chantez   | Matthaüs Apelles von Löwenstern, 1644     | Matthaüs Apelles von Löwenstern, 1644  |
| BWV 412  | So gibst du nun, mein Jesu, gute Nacht                  | Alors maintenant, mon Jésus, tu me dis bonne nuit   | August Pfeifer (mort en 1698)             | ?, 1694                                |
| BWV 413  | Sollt' ich meinem Gott nicht singen                     | Je ne devrais pas chanter pour mon Dieu             | Paul Gerhardt, 1656                       | Johann Schop, 1641                     |
| BWV 414  | Uns ist ein Kindlein heut' gebor'n                      | Car un enfant est né aujourd'hui                    | Lucas Lossius, 1579                       | Bartholomäus Gesius, 1601              |
| BWV 415  | Valet will ich dir geben                                | Je veux te donner un valet                          | Valerius Herberger, 1613                  | Melchior Teschner, 1613                |
| BWV 416  | Vater unser im Himmelreich                              | Notre Père au royaume céleste                       | Martin Luther, 1539                       | Valentin Schumann, 1539                |
| BWV 417  | Von Gott will ich nicht lassen                          | De Dieu, je ne me lasserai jamais                   | Ludwig Helmbold, 1563                     | Joachim Magdeburg, 1571                |
| BWV 418  | Von Gott will ich nicht lassen                          | De Dieu, je ne me lasserai jamais                   | Ludwig Helmbold, 1563                     | Joachim Magdeburg, 1571                |
| BWV 419  | Von Gott will ich nicht lassen                          | De Dieu, je ne me lasserai jamais                   | Ludwig Helmbold, 1563                     | Joachim Magdeburg, 1571                |
| BWV 257  | War Gott nicht mit uns diese Zeit                       | Si Dieu n'était pas aujourd'hui avec nous           | Martin Luther, 1524                       | Johann Walter, 1524                    |
| BWV 420  | Warum betrübst du dich, mein Herz                       | Pourquoi t'affliges-tu donc, mon cœur ?             | Hans Sach, 1561                           | Bartholomäus Monoetius, 1565           |
| BWV 421  | Warum betrübst du dich, mein Herz                       | Pourquoi t'affliges-tu donc, mon cœur ?             | Hans Sach, 1561                           | Bartholomäus Monoetius, 1565           |
| BWV 422  | Warum sollt' ich mich denn grämen                       | Pourquoi devrais-je pleurer                         | Paul Gerhardt, 1653                       | Johann-Georg Ebeling, 1666             |
| BWV 423  | Was betrübst du dich, mein Herze                        | Pourquoi êtes-vous abattu, mon cœur ?               | Zacharias Hermann, 1690                   | Jean-Sébastien Bach ?                  |
| BWV 424  | Was bist du doch, o Seele, so betrübet                  | Qu'êtes-vous êtes, ô âme en deuil ?                 | Rudolph Friedrich von Shult, avant 1539   | Freylinghausens Gesangbuch, 1704       |
| BWV 250  | Was Gott tut, das ist wohlgetan                         | Ce que Dieu fait, cela est bien fait !              | Samuel Rodigast, 1674                     | Nürnberger Gesangbuch, 1690            |
| BWV 425  | Was willst du dich, o meine Seele, kränken              | Que veux-tu, ô mon âme ?                            | Dietrich von dem Werder (mort en 1657)    | Gottfried Vopilius, 1682               |
| BWV 426  | Weltlich Ehr' und zeitlich Gut                          | Honneur mondain et biens temporels                  | Michael Weisse, 1531                      | Vögelin-Gesangbuch, 1563               |
| BWV 427  | Wenn ich in Angst und Not                               | Quand je suis dans la détresse et l'angoisse        | Matthaüs Apelles von Löwenstern, 1644     | Matthaüs Apelles von Löwenstern, 1644  |
| BWV 428  | Wenn mein Stündlein vorhanden ist                       | Quand ma dernière heure est venue                   | Nikolaus Herman, 1562                     | ?, 1569                                |
| BWV 429  | Wenn mein Stündlein vorhanden ist                       | Quand ma dernière heure est venue                   | Nikolaus Herman, 1562                     | ?, 1569                                |
| BWV 430  | Wenn mein Stündlein vorhanden ist                       | Quand ma dernière heure est venue                   | Nikolaus Herman, 1562                     | ?, 1569                                |
| BWV 431  | Wenn wir in höchsten Nöten sein                         | Lorsque, dans les plus grands besoins               | Paul Eber, 1560                           | Franz Eler, 1588                       |
| BWV 432  | Wenn wir in höchsten Nöten sein                         | Lorsque, dans les plus grands besoins               | Paul Eber, 1560                           | Franz Eler, 1588                       |
| BWV 433  | Wer Gott vertraut, hat wohl gebaut                      | Qui croit en Dieu a probablement construit          | Joachim Magdeburg, 1571                   | Joachim Magdeburg, 1572                |
| BWV 434  | Wer nur den lieben Gott lässt walten                    | Celui qui laisse seulement le Bon Dieu              | Georg Neumark, 1657                       | Georg Neumark, 1657                    |
| BWV 435  | Wie bist du, Seele, in mir so gar betrübt ?             | Comment êtes-vous, mon âme, même attristée ?        | Tobias Zeutschner, 1667                   | Christian Brunmann, 1675               |
| BWV 436  | Wie schön leuchtet der Morgenstern                      | Comme elle resplendit, l’étoile du matin            | Philipp Nicolai, 1599                     | Philipp Nicolai, 1599                  |
| BWV 437  | Wir glauben all' an einen Gott                          | Nous croyons tous en un seul Dieu                   | Martin Luther, 1524                       | Johann Walter, 1524                    |
| BWV 258  | Wo Gott, der Herr, nicht bei uns hält                   | Là où Dieu le Seigneur ne reste pas avec nous       | Justus Jonas, 1524                        | Joseph Klug, 1535                      |
| BWV 438  | Wo Gott zum Haus nicht gibt sein' Gunst                 | Là où Dieu ne donne pas sa faveur à la maison       | Johann Kolross ?, 1525                    | Joseph Klug, 1535                      |